# 泰勒比尤特鎮區 (北達科他州亞當斯縣)
泰勒比尤特鎮區（英語：Taylor Butte Township）是位於美國北達科他州亞當斯縣的一個鎮區。

## 地方資料
泰勒比尤特鎮區的面積為92.98平方千米，當中陸地面積為92.96平方千米，而水域面積為0.02平方千米。根據2010年美國人口普查的數據，當地共有人口14人，而人口密度為每平方千米0.15人。